# Psednos rossi
Psednos rossi és una espècie de peix pertanyent a la família dels lipàrids.

## Descripció
- Fa 3,7 cm de llargària màxima.
- Nombre de vèrtebres: 47.[4]

## Hàbitat
És un peix marí i de clima tropical que viu entre 500 i 674 m de fondària.

## Distribució geogràfica
Es troba a l'Atlàntic nord-occidental: davant les costes del cap Hatteras (els Estats Units).

## Observacions
És inofensiu per als humans.